# بيتا سيرل (لاعبة ومدربة كرة قدم)
بيتا سيرل هي لاعبة ومدربة كرة قدم أسترالية سابقة. كانت بيتا مدربة كبيرة لنادي سانت كيلدا لكرة القدم في مسابقة الدوري لكرة القدم للسيدات من عام 2020 إلى عام 2021. تعتبر بيتا أول امرأة تُعين كمدربة مساعدة في الدوري الأسترالي لكرة القدم عندما انضمت إلى سانت كيلدا كمدربة تطوير في عام 2014.

## لعب كرة القدم
لعب بيتا كرة القدم لمدة عشر سنوات. بدأت بيتا مسيرتها الكروية مع فريق سكوربيونز في سن العشرين ثم انتقلت إلى نادي ألبيون لكرة القدم، ونادي باركسايد لكرة القدم ثم داربين فالكونز . لعبت أكثر من 100 مباراة، وفازت بخمس بطولات للبطولة، ومثلت فيكتوريا في سبع مناسبات واختيرت للعب في فريق أستراليا ثلاث مرات.
اختيرت بيتا في فريق الدوري الفيكتوري لكرة القدم للسيدات في التسعينيات وفي خط الدفاع التاريخي لفريق اليوبيل الفضي. حصلت بيتا على عضوية مدى الحياة في الدوري الفيكتوري لكرة القدم للسيدات في عام 2011.

## تدريب كرة القدم
بدأت بيتا مسيرتها التدريبية في عام 2005 حيث قامت بتدريب الفريق الفيكتوري الافتتاحي تحت 19 عامًا في عام 2005. أصبحت بيتا سيرل المدير الفني لفريق داربين فالكونز في عام 2006 وقامت بتدريبهم في خمس بطولات من عام 2006 إلى عام 2010. حصلت على لقب أفضل مدربة فيكتورية لهذا العام في عام 2010  كُلفت بيتا بتدريب فريق اليوبيل الفضي لداربين فالكونز لكرة القدم في 2015.
دربت بيتا فريق ويسترن جيتس في 2011، وكانت في عامي 2011 و2013 المدربة الرئيسية لفريق الولاية الفيكتورية للسيدات في البطولة الوطنية للسيدات، وحصلت على لقب المدرب الأسترالي للبطولة الوطنية للسيدات لعام 2011. شغلت أيضًا منصب المدير الفني لأكاديمية البطولة الوطنية الفكتورية للسيدات بين عامي 2012 و2014.
ظهرت بيتا لأول مرة كمدربة لفريق بالدوري الفيكتوري لكرة القدم فريق نادي بورت ملبورن لكرة القدم في مارس 2012 ودربت هناك تحت قيادة غاري أيريس في عامي 2012 و2013.
ثم قام بيتا بتدريب فريقويسترن بلدوغز في أول مباراة استعراضية للسيدات في دوري كرة القدم الأمريكية في عام 2013، والمباراة الثانية في عام 2014، وكانت أيضًا مساعدة المدرب في فريق سانت كيفن أولد بويز في عام.
انضمت بيتا إلى فريق نادي سانت كيلدا لكرة القدم كمدربة تطوير في عام 2014، مما يجعلها أول مدربة مساعدة بدوام كامل في دوري كرة القدم الأمريكية. عُينت في عام 2018 كمديرة فنية لكرة القدم للسيدات ومدربة لأول فريق نسائي منتسب لفريق نادي سانت كيلدا لكرة القدم في مسابقة الدوري . 
عُينت بيتا سيرل في 17 أبريل 2019 مدربة رئيسية لنادي سانت كيلدا لكرة القدم. وقادت الفريق في مسابقة الدوري في عام 2020، اعتذرت بيتا عن منصبها في ختام موسم 2021.

### إحصائيات التدريب
قالب:AFL coaching statistics legend
| موسم             | فريق             | ألعاب | فوز | خسارة | تعادل | فوز % |
| ---------------- | ---------------- | ----- | --- | ----- | ----- | ----- |
| 2020             | سانت كيلدا       | 6     | 2   | 4     | 0     | 33%   |
| 2021             | سانت كيلدا       | 9     | 3   | 6     | 0     | 33%   |
| المجاميع المهنية | المجاميع المهنية | 15    | 5   | 10    | 0     | 33%   |

## الأوسمة والإنجازات
فازت بيتا بجائزة أفضل مدربة للعام في جوائز اتحاد مدربي كرة القدم الأسترالية الفيكتوري في 2010. وفي عام 2012، أطلق الاتحاد الفيكتوري لمدربي كرة القدم الأسترالية (AFCA) على الجائزة اسمها وهي تُعرف الآن باسم جائزة بيتا سيرل لأفضل مدربة لهذا العام.
وُضع اسم بيتا سيرل في قائمة الشرف الفيكتورية للنساء في عام 2017.
حصلت بيتا سيرل على وسام أستراليا (OAM) لخدماتها البارزة في الدوري في تكريمات عيد الميلاد في أكتوبر 2019، كما تم اختيارها كواحدة من 100 امرأة مؤثرة في مجلة فينانشيال ريفيوز في فئة الفنون والثقافة والرياضة.

## الأعمال الأخرى
كانت بيتا سيرل مدرسة للتربية البدنية في كلية برايتون الثانوية بين عامي 1996 و2014.

## الحياة الشخصية
أنجبت بيتا سيرل طفلان، تيسا وجاكسون.